# العلاقات الباكستانية الباهاماسية
العلاقات الباكستانية الباهاماسية هي العلاقات الثنائية التي تجمع بين باكستان وباهاماس.

## مقارنة بين البلدين
هذه مقارنة عامة ومرجعية للدولتين:
| وجه المقارنة                                              | باكستان                     | باهاماس      |
| --------------------------------------------------------- | --------------------------- | ------------ |
| المساحة (كم2)                                             | 881.91 ألف                  | 13.88 ألف    |
| عدد السكان (نسمة)                                         | 197.02 مليون                | 395.36 ألف   |
| الكثافة السكانية (ن./كم²)                                 | 223.4                       | 28.48        |
| العاصمة                                                   | إسلام آباد                  | ناساو        |
| اللغة الرسمية                                             | لغة إنجليزية، اللغة الأردية | لغة إنجليزية |
| العملة                                                    | روبية باكستانية             | دولار بهامي  |
| الناتج المحلي الإجمالي (بليون دولار)                      | 304.95 مليار                | 12.16 مليار  |
| الناتج المحلي الإجمالي (تعادل القوة الشرائية) بليون دولار | 946.67 مليار                | 8.92 مليار   |
| الناتج المحلي الإجمالي الاسمي للفرد دولار أمريكي          | 1.43 ألف                    | 22.82 ألف    |
| الناتج المحلي الإجمالي للفرد دولار أمريكي                 | 4.81 ألف                    |              |
| مؤشر التنمية البشرية                                      | 0.538                       | 0.790        |
| رمز المكالمات الدولي                                      | +92                         | +1242        |
| رمز الإنترنت                                              | .pk                         | .bs          |
| المنطقة الزمنية                                           | ت ع م+05:00                 | 00           |

## منظمات دولية مشتركة
يشترك البلدان في عضوية مجموعة من المنظمات الدولية، منها:
| علم المنظمة | اسم المنظمة                               | تاريخ انضمام باكستان | تاريخ انضمام باهاماس |
| ----------- | ----------------------------------------- | -------------------- | -------------------- |
|             | يونسكو                                    | 14 سبتمبر 1949       | 23 أبريل 1981        |
|             | وكالة ضمان الاستثمار متعدد الأطراف        | 12 أبريل 1988        | 4 أكتوبر 1994        |
|             | الأمم المتحدة                             | 30 سبتمبر 1947       | 18 سبتمبر 1973       |
|             | دول الكومنولث                             | ?                    | ?                    |
|             | الفريق المعني برصد الأرض                  | ?                    | ?                    |
|             | الاتحاد البريدي العالمي                   | ?                    | ?                    |
|             | البنك الدولي للإنشاء والتعمير             | 11 يوليو 1950        | 21 أغسطس 1973        |
|             | الاتحاد الدولي للاتصالات                  | 26 أغسطس 1947        | 19 أغسطس 1974        |
|             | منظمة حظر الأسلحة الكيميائية              | ?                    | ?                    |
|             | مؤسسة التمويل الدولية                     | 20 يوليو 1956        | 8 ديسمبر 1986        |
|             | المركز الدولي لتسوية المنازعات الاستشارية | 15 أكتوبر 1966       | 18 نوفمبر 1995       |
|             | منظمة الشرطة الجنائية الدولية             | ?                    | ?                    |

## وصلات خارجية
- موقع وزارة الخارجية الباكستانية